# 韦罗
韦罗（法語：Veyreau，法語發音：[vɛʁo]）是法国阿韦龙省的一个市镇，属于米约区。

## 地理
韦罗（44°11'5"N, 3°17'57"E）面积41.09 平方千米，位于法国奧克西塔尼大區阿韦龙省，该省份为法国南部内陆省份，位于法國中央高原南部，北起顺时针与康塔爾省、洛泽尔省、加尔省、埃罗省、塔恩省、塔恩-加龙省和洛特省接壤。
与韦罗接壤的市镇（或旧市镇、城区）包括：佩尔洛、圣安德烈德韦济讷、拉尼埃若勒、于尔-拉帕拉德、梅吕埃斯、圣皮埃尔-德特里皮耶。

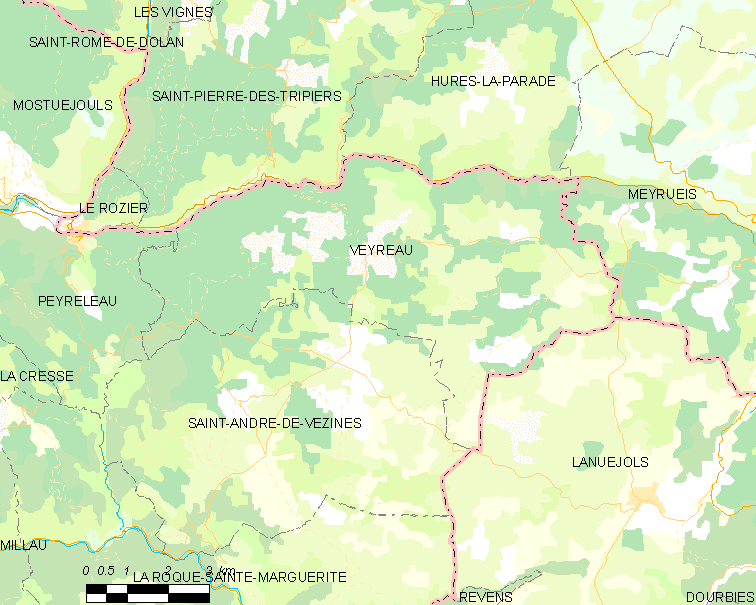
韦罗的OSM定位图

韦罗的时区为UTC+01:00、UTC+02:00（夏令时）。

## 行政
韦罗的邮政编码为12720，INSEE市镇编码为12293。

## 政治
韦罗所属的省级选区为塔恩-科斯县。

## 人口

1962-2008年间韦罗人口变化图示

韦罗于2022年1月1日时的人口数量为129人。